# エドワード・ハワード
エドワード・チャールズ・ハワード（Edward Charles Howard, 1774年5月28日 - 1816年9月27日）はイギリスの化学者である。

## 経歴
ノーフォーク公の息子に生まれた。1799年に王立協会フェローに選出され、翌1800年に水銀に関する研究によって同協会からコプリ・メダルを受賞した。雷酸水銀の爆発性について発見した。
1813年に糖液を密閉して減圧した状態で加熱する砂糖の精製法を発明した。低圧で沸点を下げて加熱することによって、燃料の節約やキャラメル化による砂糖のロスを防ぐことができ、この発明は現在も使われている。
隕石の化学組成に興味を持ち、隕石のなかに地球では見つからない、鉄とニッケルの合金が含まれていることを見出した。ハワードの名はエイコンドライトに分類される隕石の種類のハワーダイトに命名された。